# BMW M Hybrid V8
Der BMW M Hybrid V8 ist ein Motorsport-Prototyp des deutschen Automobilherstellers BMW nach dem LMDh-Reglement, der 2023 erstmals eingesetzt wurde.

## Entwicklungsgeschichte und Technik

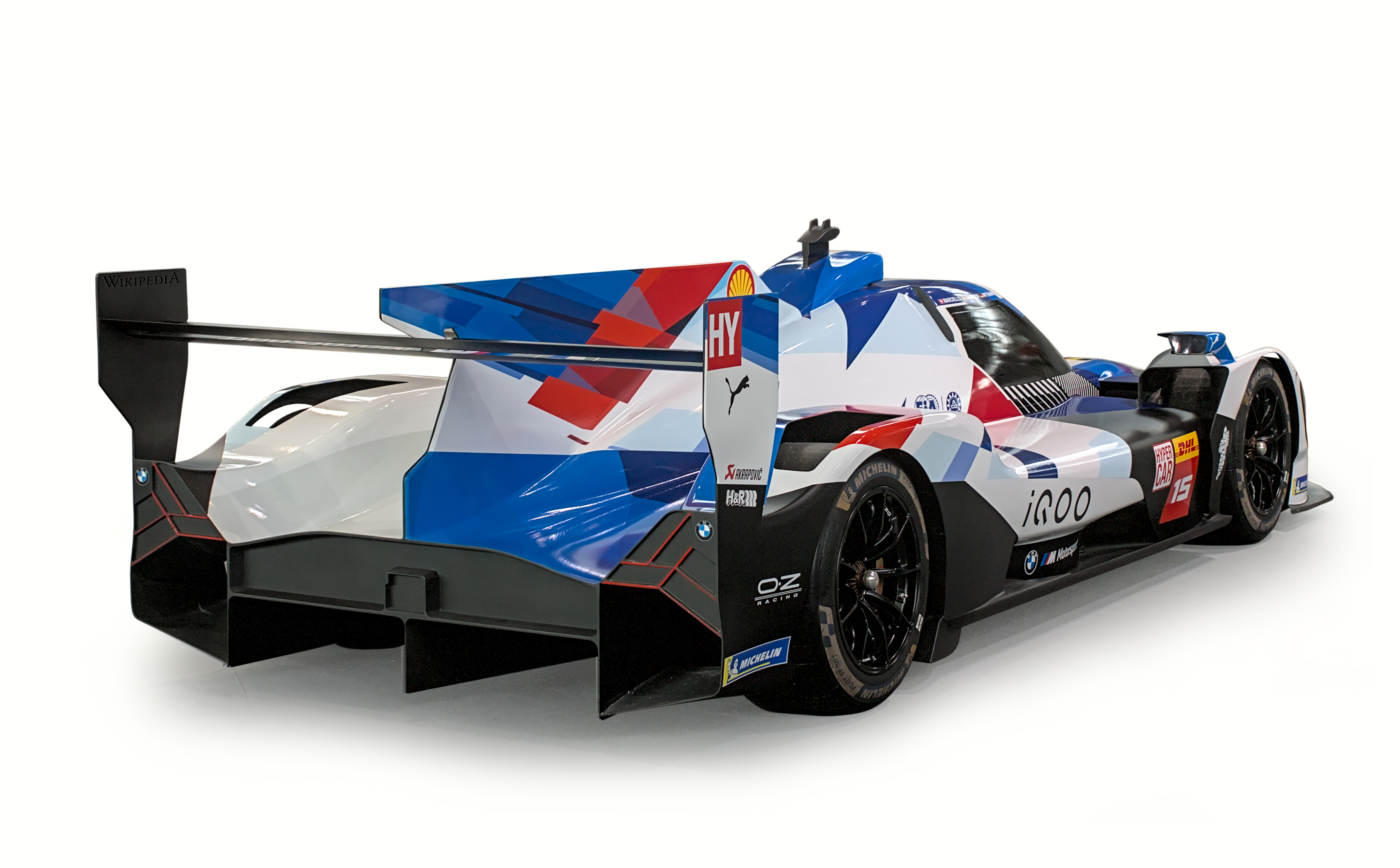
Heckansicht

Neben dem Cadillac V-Series.R, dem Acura ARX-06 und dem Porsche 963 war der BMW M Hybrid V8 der vierte LMDh-Rennwagen, der beim 24-Stunden-Rennen von Daytona 2023 sein Renndebüt gab. Damit kehrte BMW nach 23 Jahren Abwesenheit in den Prototypen- und Sportwagensport zurück. Der letzte Erfolg eines BMW bei einem internationalen Rennen war der Gesamtsieg von JJ Lehto und Jörg Müller beim zur American Le Mans Series 2000 zählenden 500-km-Rennen von Silverstone.
Im Unterschied zu den Le Mans Hypercars sind für die LMDh-Wagen Einheitsbauteile vorgeschrieben. Das Chassis beruht auf den Vorgaben der LMP2-Rennwagen, das Getriebe-Hybrid-System kommt von Xtrac, die Motor-Generator-Einheit von Bosch und die Batterie von Williams Advanced Engineering. Das Chassis ließ BMW 2022 bei dem italienischen Kraftfahrzeughersteller Dallara entwickeln. Der Motor und die Form der Karosserie sind nach dem Reglement weitgehend frei wählbar.

### Karosserie
Zur äußeren Gestaltung sagte Franciscus van Meel, der Geschäftsführer der BMW M GmbH: „Die wichtigste Aufgabe und gleichzeitig die größte Herausforderung für das Design-Team des LMDh-Programms war, dass der Prototyp eindeutig als BMW-M-Motorsport-Fahrzeug zu erkennen ist. Markenzeichen beim Design des BMW M Hybrid V8 ist die breite Niere. BMW-M-Designelemente wie das eingelassene 50-Jahre-Jubiläums-Logo an der Front, die BMW-Ikonen-Scheinwerfer, die dynamische Seitenlinie, der Hofmeister-Knick, die M-Rückspiegel oder die Heckleuchten.“ Die Radhäuser haben auf ihrer Oberseite große Entlüftungsöffnungen, die  M-Rückspiegel sind aerodynamisch geformt. Die Rahmen der Nieren-Öffnungen können mit Lichtwellenleitern, die von Laserelementen aktiviert werden, beleuchtet werden. Jede Rückleuchte setzt sich aus vier L-förmigen Elementen (teils gespiegelt) zusammen.

### Antrieb
Basis des Motors ist der BMW-4-Liter-V-Achtzylindermotor P66, ein Saugmotor mit einem Zylinderbankwinkel von 90 Grad und einer Leistung von etwa 353 kW (480 PS); Er kam zunächst in der DTM im M3 DTM, dann als P66/1 in der 2017 und 2018 im BMW M4 DTM zum Einsatz. Durch Hinzufügen zweier Abgasturbolader entstand der P66/2. Nach dessen Testläufen wurde der Motor auf Benzindirekteinspritzung umgebaut und unter anderem an die elektrischen Spannungen des Hybridantriebs angepasst: diese Stufe wird als P66/3 bezeichnet. Der Kraftstoff wird wie bei den derzeitigen BMW-Serienmotoren mit 350 bar eingespritzt. Der Motorblock und der Zylinderkopf bestehen aus Aluminiumguss, die Zylinderlaufbahnen haben eine durch Lichtbogenspritzen (LDS) aufgebrachte Eisenschicht. Der P66/3 kommt auf eine Leistung von etwa 471 kW (640 PS) sowie ein Höchstdrehmoment von 650 Nm. Die höchste Leistung gibt der Motor bei 8200/min ab. Dazu kommt der Bosch-Elektromotor des Hybridsystems mit 50 kW (68 PS). Dieser kann mit bis zu 200 kW (272 PS) rekuperieren.

## Renngeschichte

### 2023
2023 gingen die M Hybrid V8 ausschließlich in der IMSA WeatherTech SportsCar Championship an den Start. Die Renneinsätze führte das langjährige BMW-Partnerteam Rahal Letterman Lanigan Racing durch, das auf einen siebenköpfigen Fahrerkader zurückgreifen konnte. Zu den Stammbesetzungen Philipp Eng/Augusto Farfus (Startnummer 24) und Connor De Phillippi/Nick Yelloly (Startnummer 25) kamen Colton Herta, Marco Wittmann und Sheldon van der Linde als zusätzliche Piloten für die Langstreckenrennen, wie das 24-Stunden-Rennen von Daytona eines ist.
Sein Renndebüt gab der Wagen in Daytona, wo das Team noch technische Probleme hatte. Nach zweiten Plätzen beim 12-Stunden-Rennen von Sebring und dem 1:40-Stunden-Rennen von Long Beach gelang beim fünften Saisonlauf, dem 6-Stunden-Rennen von Watkins Glen, der erste Saisonsieg. Zustatten kam Connor De Phillippi und Nick Yelloly dabei die Disqualifikation des ursprünglich siegreichen Porsche 963 von Mathieu Jaminet und Nick Tandy.

### 2024

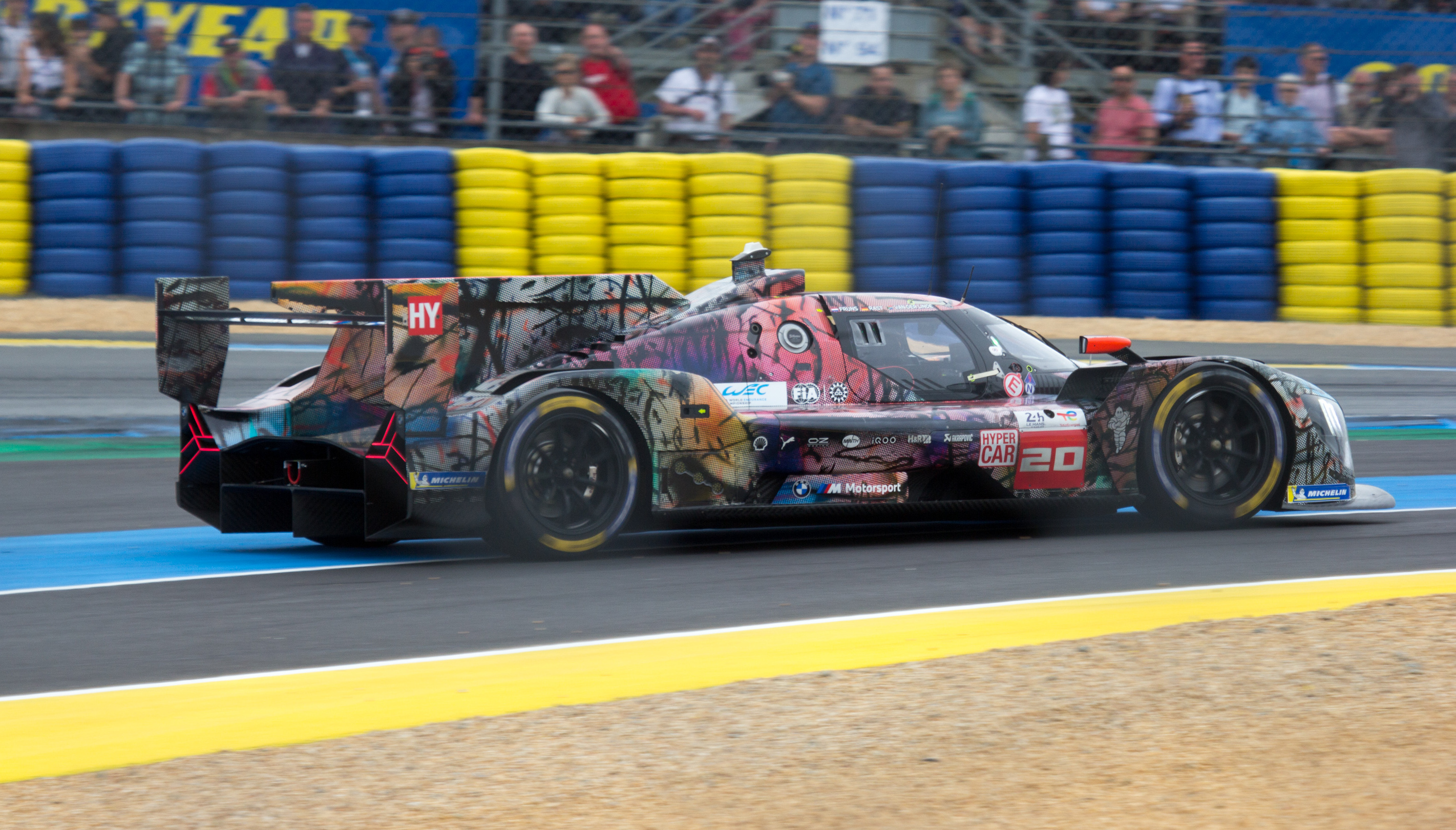
Art Car M Hybrid V8, 2024

Mit dem Beginn der Rennsaison 2024 kamen zwei M Hybrid V8 auch in der FIA-Langstrecken-Weltmeisterschaft zum Einsatz. Gemeldet vom belgischen W Racing Team fuhren Dries Vanthoor, Raffaele Marciello, Marco Wittmann, Sheldon van der Linde, Robin Frijns und René Rast die beiden Wagen. Zwei Rennen vor dem Saisonende war der achte Rang beim 6-Stunden-Rennen von Austin die beste Platzierung im Gesamtklassement.

## Art Car
Mitte Juni 2024 stellte BMW den M Hybrid V8 als Art Car vor. Der Wagen wurde von der New Yorker Künstlerin Julie Mehretu gestaltet.

## Galerie

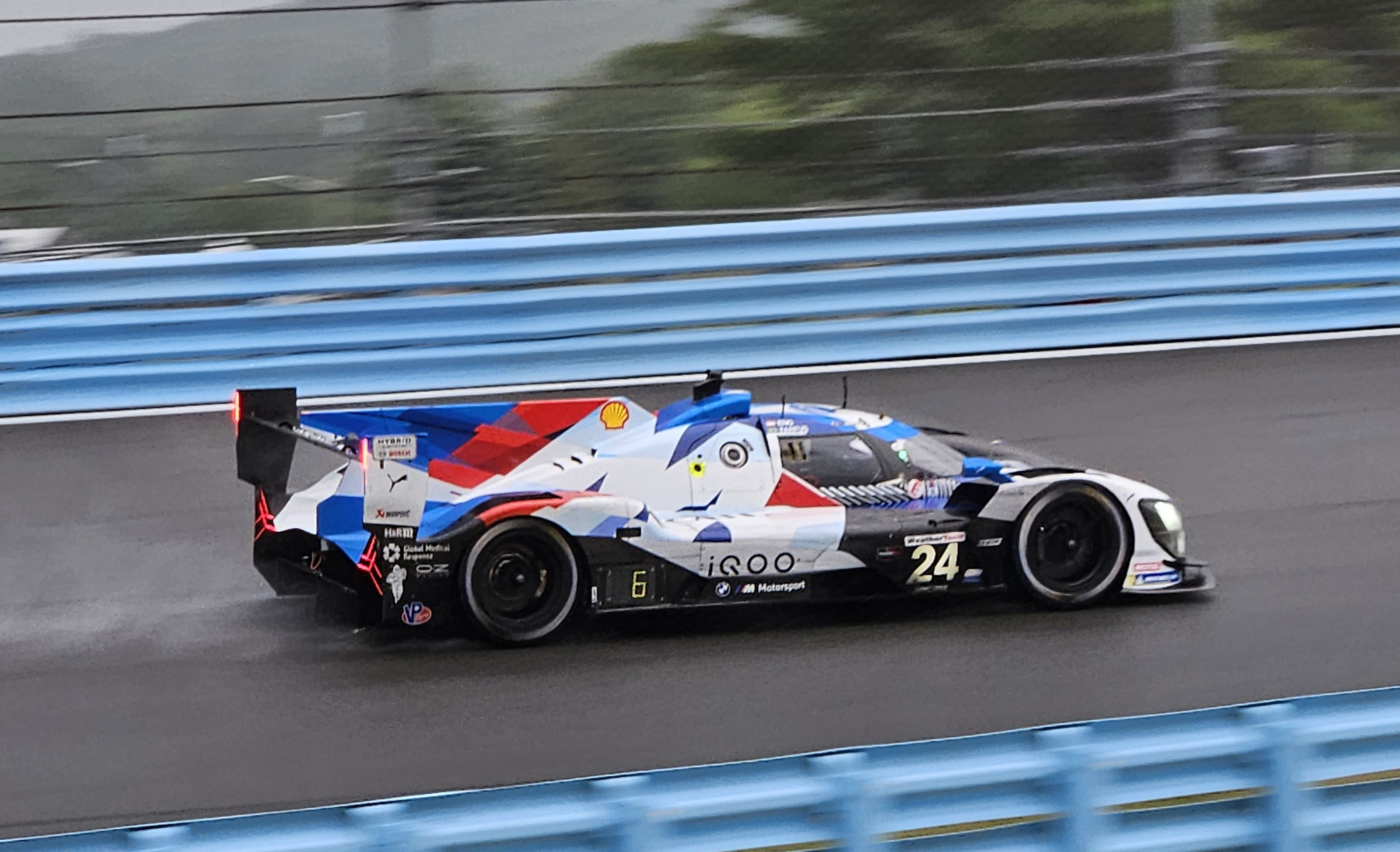
Heckseitenansicht
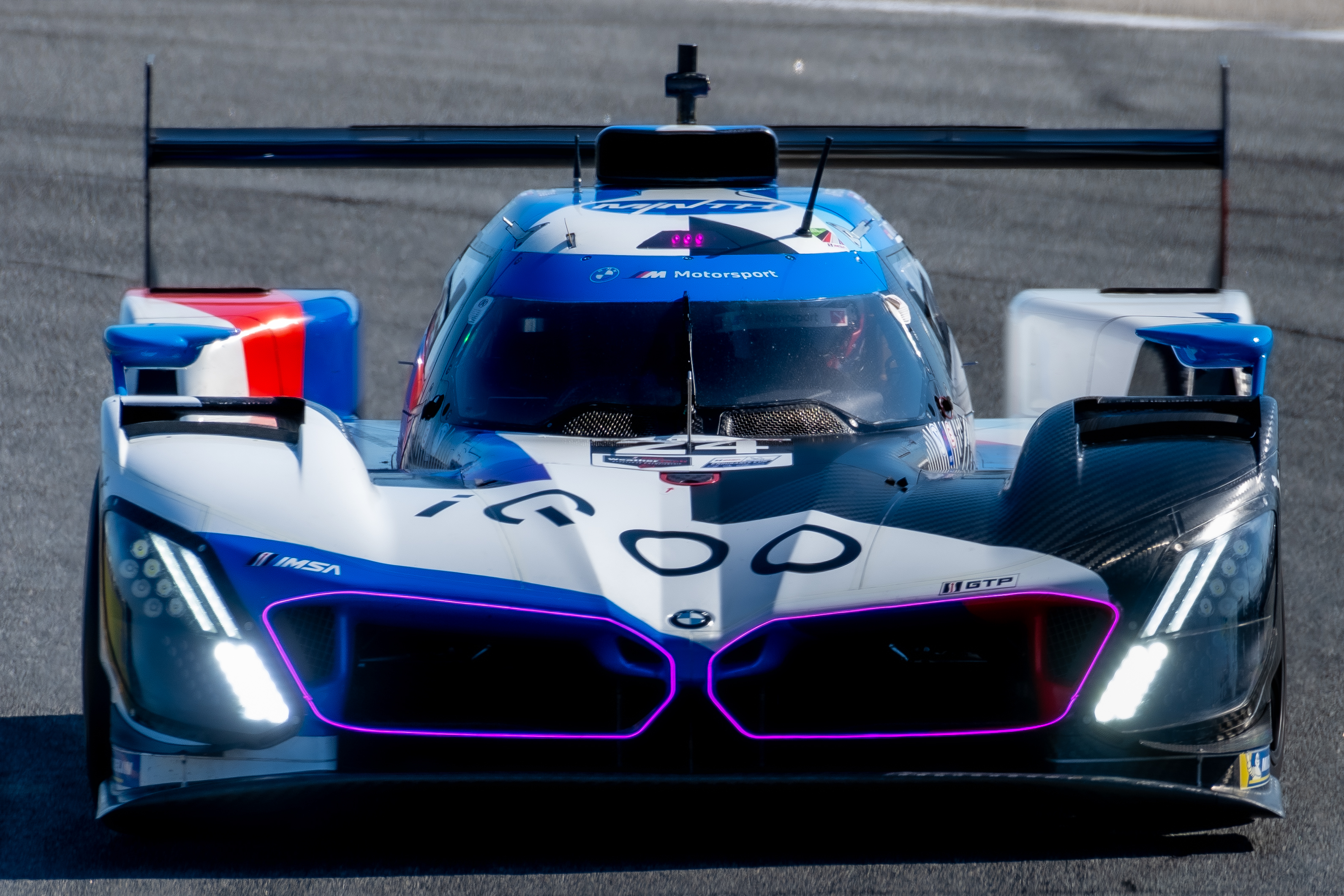
Front mit Lichtsignatur
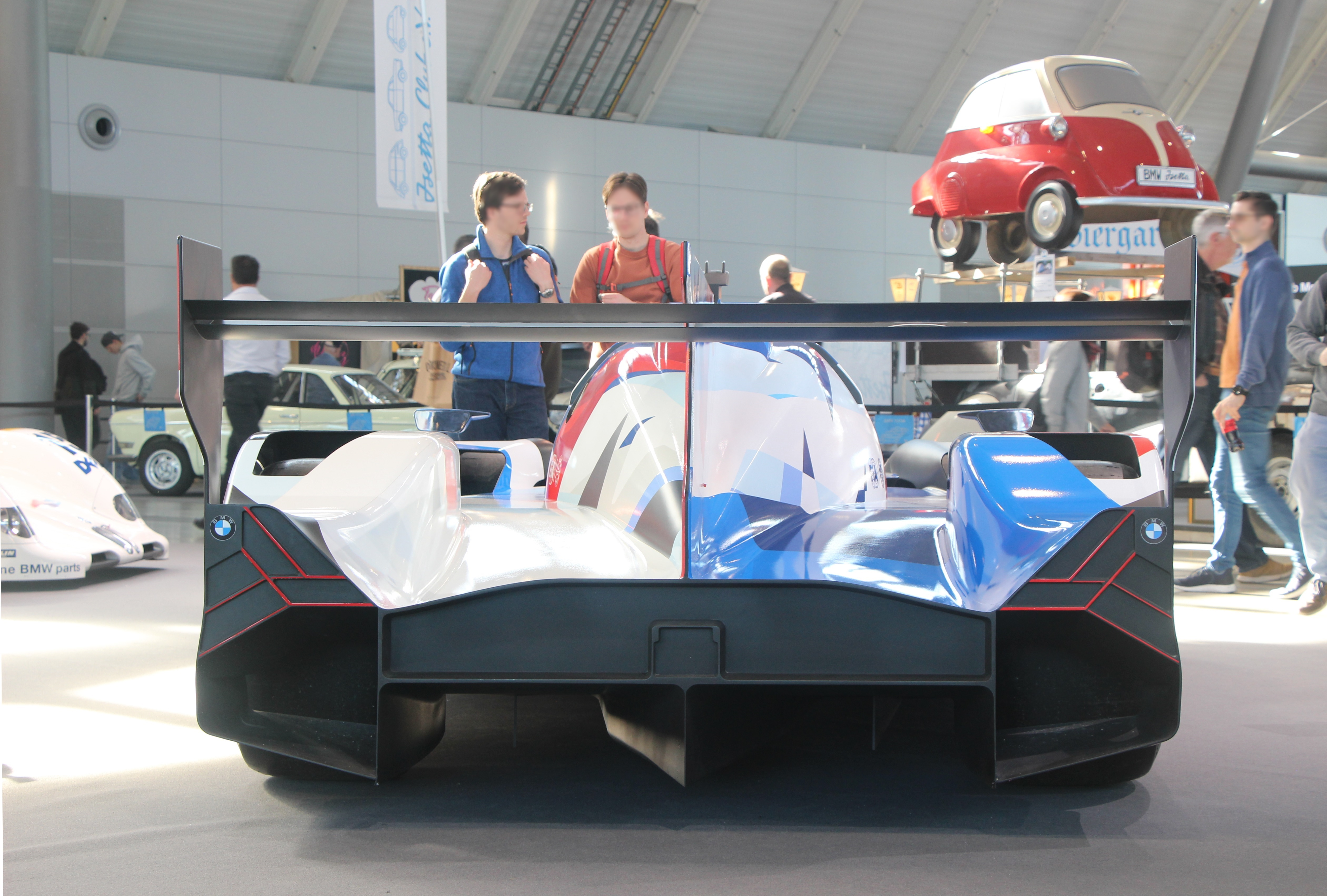
Heckseitenansicht
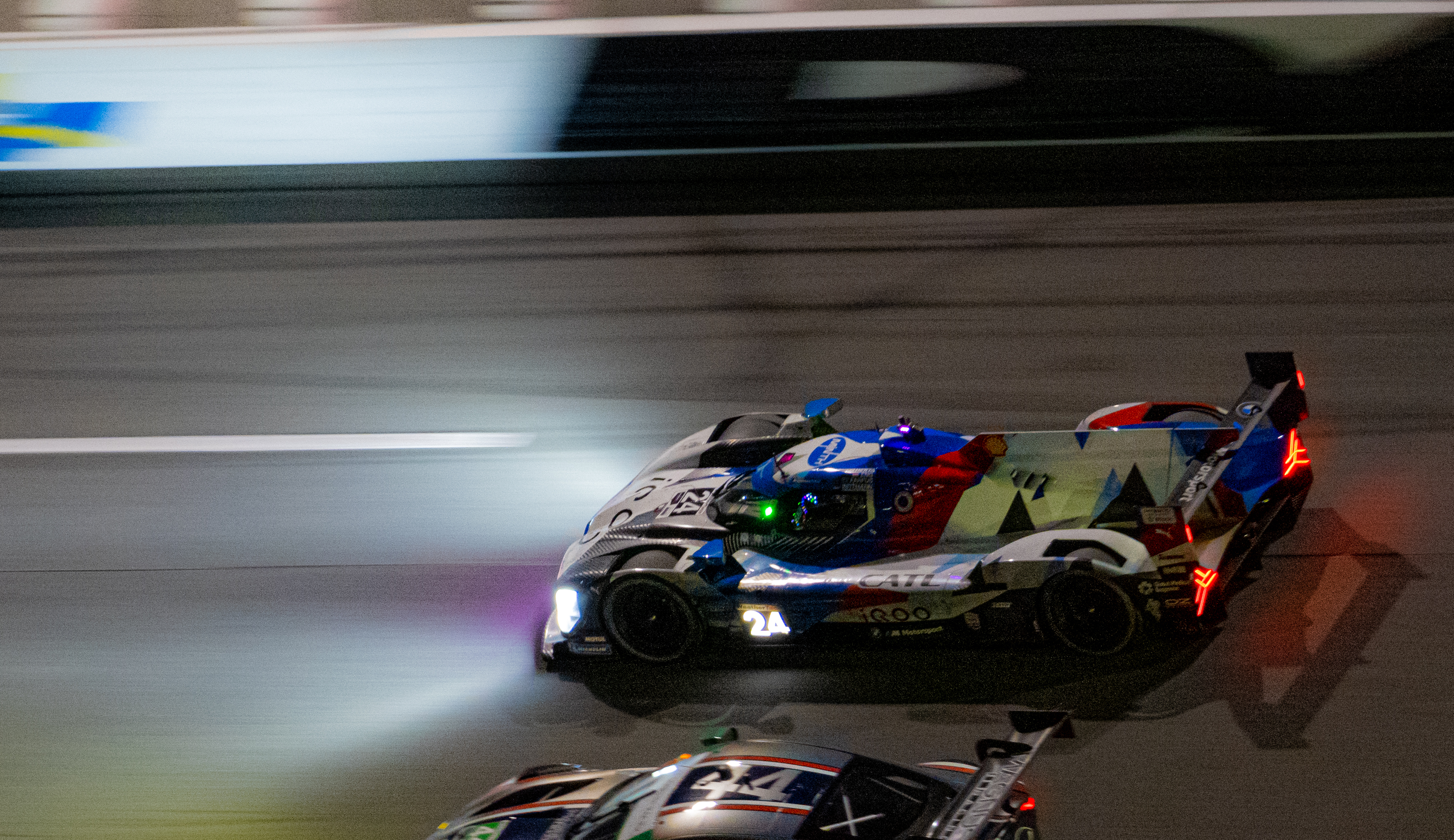
Heck mit gut sichtbarer Lichtsignatur
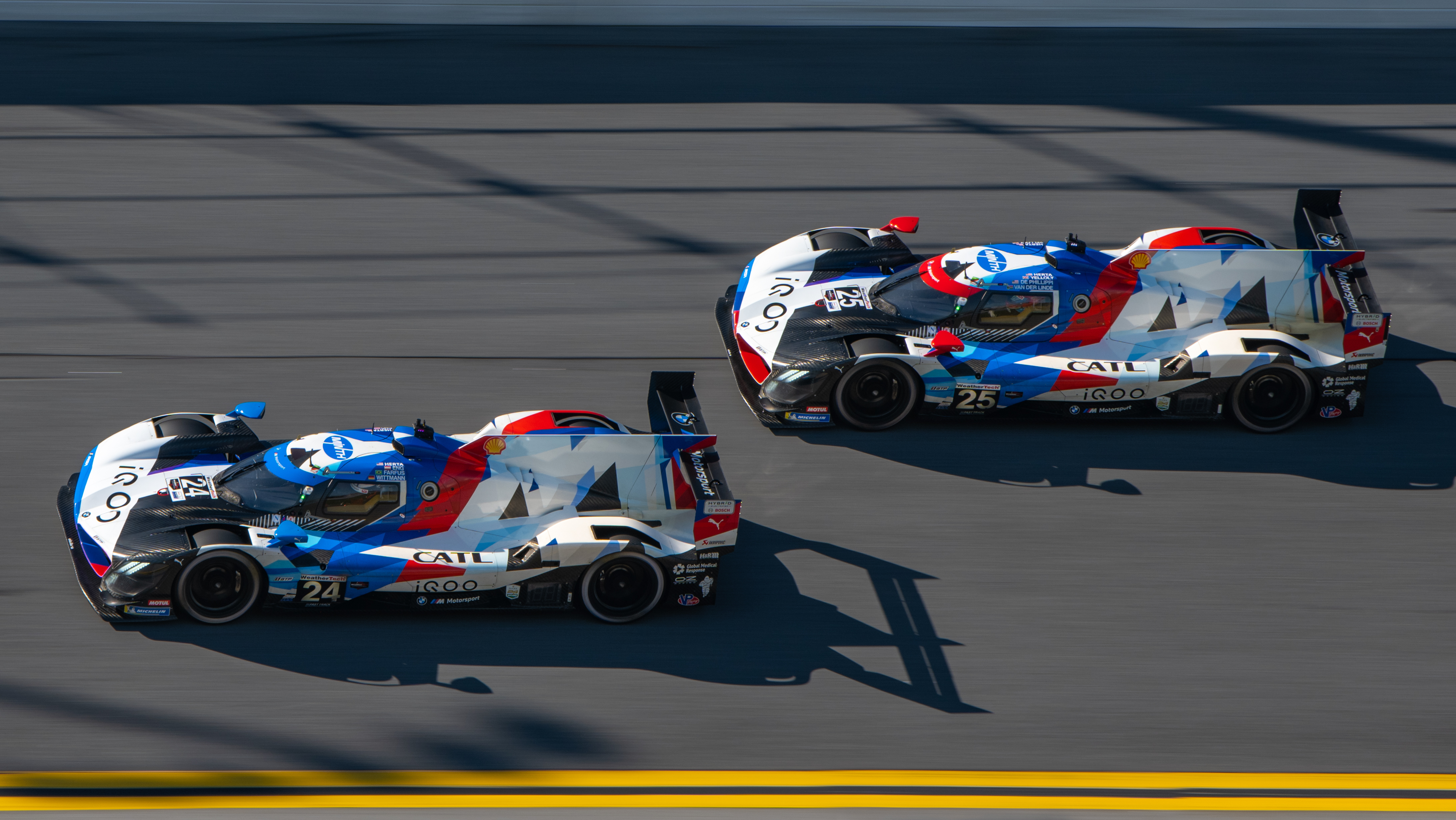
Die in der IMSA eingesetzten BMW beim 24-Stunden-Rennen von Daytona 2023
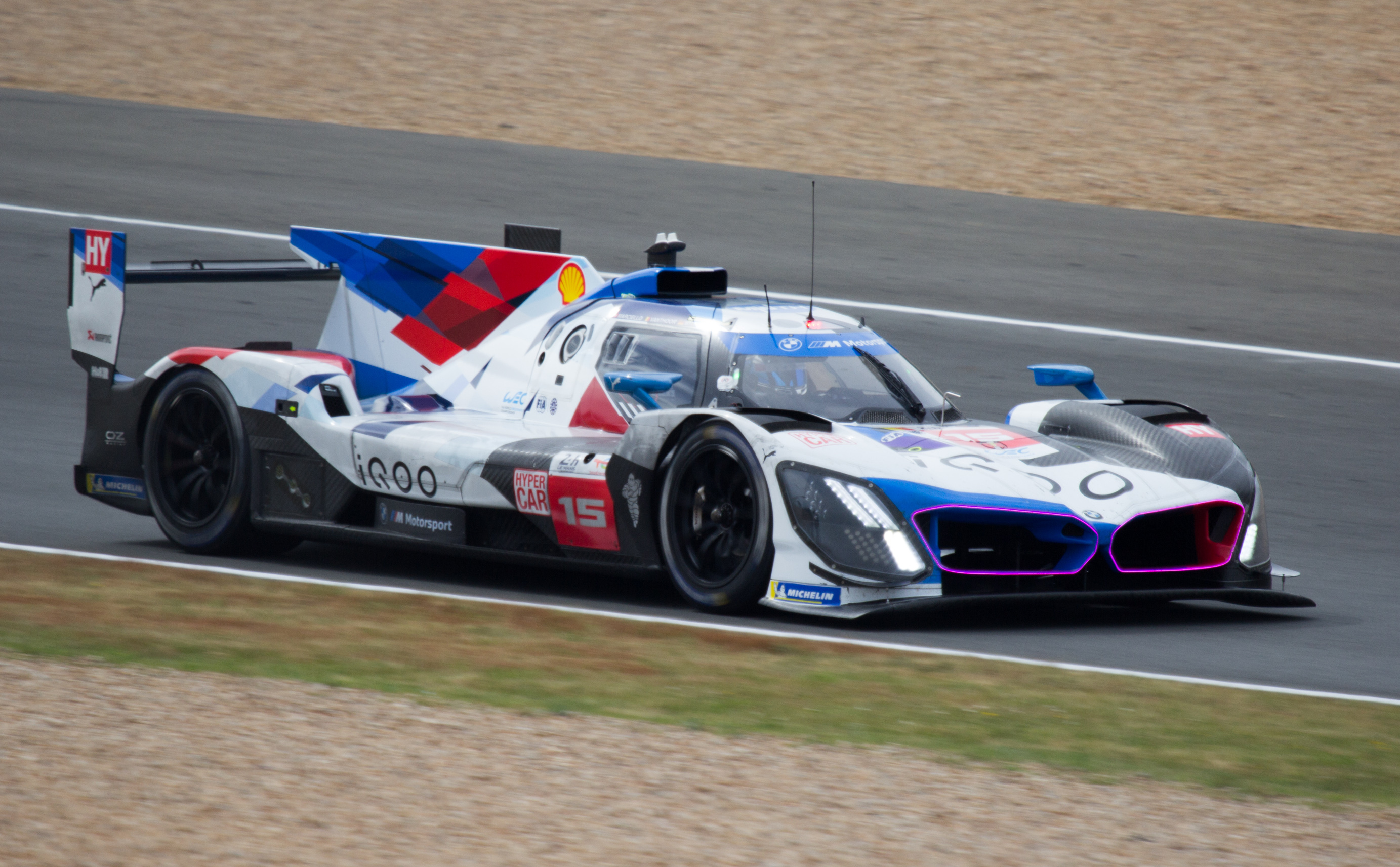
W Racing Team: Fahrer: D. Vanthoor, R. Marciello, M. Wittmann

## Statistik

### Einzelergebnisse in der FIA-Langstrecken-Weltmeisterschaft
| Saison | Team           | Startnummer | Fahrer                                                      | 1   | 2   | 3   | 4   | 5   | 6   | 7   | 8   |
| ------ | -------------- | ----------- | ----------------------------------------------------------- | --- | --- | --- | --- | --- | --- | --- | --- |
| 2024   | BMW M Team WRT | 15          | Dries Vanthoor Raffaele Marciello Marco Wittmann            | KAT | IMO | SPA | LEM | SAO | AUS | FUJ | BAH |
| 2024   | BMW M Team WRT | 15          | Dries Vanthoor Raffaele Marciello Marco Wittmann            | 14  | DNF | 11  | DNF | 9   | 8   | 2   | 5   |
| 2024   | BMW M Team WRT | 20          | Sheldon van der Linde Robin Frijns René Rast                | KAT | IMO | SPA | LEM | SAO | AUS | FUJ | BAH |
| 2024   | BMW M Team WRT | 20          | Sheldon van der Linde Robin Frijns René Rast                | 10  | 6   | 13  | DNF | 14  | 13  | DNF | DNF |
| 2025   | BMW M Team WRT | 15          | Dries Vanthoor Raffaele Marciello Kevin Magnussen           | KAT | IMO | SPA | LEM | SAO | AUS | FUJ | BAH |
| 2025   | BMW M Team WRT | 15          | Dries Vanthoor Raffaele Marciello Kevin Magnussen           | 4   | 6   | 10  | 31  | 17  |     |     |     |
| 2025   | BMW M Team WRT | 20          | Sheldon van der Linde Robin Frijns René Rast Marco Wittmann | KAT | IMO | SPA | LEM | SAO | AUS | FUJ | BAH |
| 2025   | BMW M Team WRT | 20          | Sheldon van der Linde Robin Frijns René Rast Marco Wittmann | 7   | 2   | DNF | 17  | 8   |     |     |     |

### Einzelergebnisse in der IMSA WeatherTech SportsCar Championship
| Saison | Team           | Startnummer | Fahrer                                                              | 1   | 2   | 3   | 4   | 5   | 6   | 7   | 8   | 9   | 10  | 11  |
| ------ | -------------- | ----------- | ------------------------------------------------------------------- | --- | --- | --- | --- | --- | --- | --- | --- | --- | --- | --- |
| 2023   | BMW M Team RLL | 24          | Philipp Eng Augusto Farfus Colton Herta Marco Wittmann              | DAY | SEB | LGB | LSC | WAT | MOS | LIR | ROA | VIR | IND | PLM |
| 2023   | BMW M Team RLL | 24          | Philipp Eng Augusto Farfus Colton Herta Marco Wittmann              | 6   | DNF | 4   | 5   | DNF | 8   |     | DNF |     | 40  | 8   |
| 2023   | BMW M Team RLL | 25          | Connor De Phillippi Nick Yelloly Colton Herta Sheldon van der Linde | DAY | SEB | LGB | LSC | WAT | MOS | LIR | ROA | VIR | IND | PLM |
| 2023   | BMW M Team RLL | 25          | Connor De Phillippi Nick Yelloly Colton Herta Sheldon van der Linde | 45  | 2   | 2   | 9   | 1   | 3   |     | DNF |     | 3   | 7   |
| 2024   | BMW M Team RLL | 24          | Philipp Eng Augusto Farfus Jesse Krohn Dries Vanthoor               | DAY | SEB | LGB | LSC | DET | WAT | MOS | ROA | VIR | IND | PLM |
| 2024   | BMW M Team RLL | 24          | Philipp Eng Augusto Farfus Jesse Krohn Dries Vanthoor               | 8   | 6   | 6   | 9   | 7   | 5   |     | 7   |     | 1   | 4   |
| 2024   | BMW M Team RLL | 25          | Connor De Phillippi Maxime Martin René Rast Nick Yelloly            | DAY | SEB | LGB | LSC | DET | WAT | MOS | ROA | VIR | IND | PLM |
| 2024   | BMW M Team RLL | 25          | Connor De Phillippi Maxime Martin René Rast Nick Yelloly            | 7   | 4   | DNF | 7   | DNF | 6   |     | DNF |     | 2   | DNF |
| 2025   | BMW M Team RLL | 24          | Philipp Eng Kevin Magnussen Raffaele Marciello Dries Vanthoor       | DAY | SEB | LGB | LSC | DET | WAT | MOS | ROA | VIR | IND | PLM |
| 2025   | BMW M Team RLL | 24          | Philipp Eng Kevin Magnussen Raffaele Marciello Dries Vanthoor       | 4   | 43  | 3   | 3   | 5   | 8   |     | 1   |     |     |     |
| 2025   | BMW M Team RLL | 25          | Robin Frijns René Rast Sheldon van der Linde Marco Wittmann         | DAY | SEB | LGB | LSC | DET | WAT | MOS | ROA | VIR | IND | PLM |
| 2025   | BMW M Team RLL | 25          | Robin Frijns René Rast Sheldon van der Linde Marco Wittmann         | 7   | 5   | 5   | 4   | 7   | DNF |     | 2   |     |     |     |